# حجم

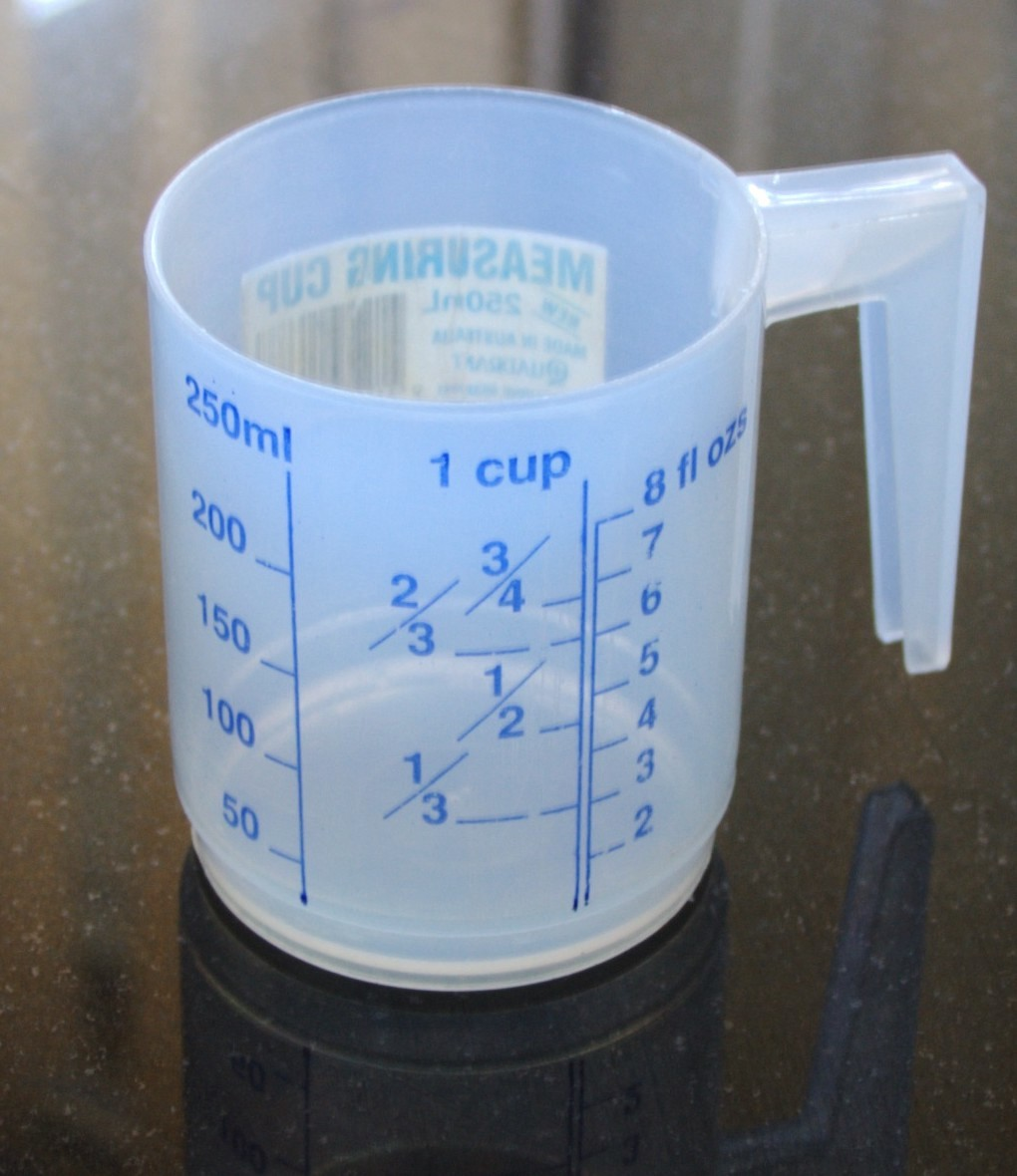
پیمانه برای محاسبه حجم سیال

حَجم یا گُنج یا وُلوم (به فرانسوی: Volume) کمیتی از فضای سه‌بعدی است که با یک مرز مشخص محدود شده‌است برای نمونه فضای اشغالی یک ماده (جامد، گاز، مایع، پلاسما) یا شکل آن.
حجم، یک یکای فرعی اس‌آی است که واحد آن، متر به توان ۳ (متر مکعب) می‌باشد. میزان حجم یک ظرف، برابر است با حجم سیالی که آن را پر می‌کند.
برای محاسبه حجم، شکل‌های ۳ بعدی خاص، روابط مشخصی وجود دارد که برای شکل‌های ساده دارای نظم هندسی، روابط ساده هستند. برای شکل‌های پیچیده نیز که رابطه‌ی ساده‌ای برای محاسبه حجم، وجود ندارد از روش‌های انتگرالی می‌توان حجم را به‌دست آورد. حجم شکل‌های یک‌بعدی، مانند خط یا دوبعدی، مانند صفحه، صفر است.
حجم یک جسم جامد (چه منظم یا نامنظم)، برابر است با میزان حجم جابجاشده سیال. جابجاشدگی سیال برای محاسبه حجم گاز نیز به کار می‌رود. حجم حاصل از ترکیب دو جسم معمولاً بیشتر می‌شود ولی اگر ترکیب انحلال باشد افزایش دارد
انواع حجم‌های هندسی: منشوری، کروی، هرمی

## تعریف
به مقدار فضایی که یک جسم اشغال می‌کند، حجم می‌گویند.

## فرمول
| شکل                                                | فرمول | متغییرها                                                     |
| -------------------------------------------------- | --- | ------------------------------------------------------------ |
| مکعب                                               | {\displaystyle V=a^{3}\;} |                                                              |
| مکعب مستطیل                                        | {\displaystyle V=abc} |                                                              |
| منشور (B: مساحت قاعده)                             | {\displaystyle V=Bh} |                                                              |
| هرم (B: مساحت قاعده)                               | {\displaystyle V={\frac {1}{3}}Bh} |                                                              |
| متوازی‌السطوح                                       | {\displaystyle V=abc{\sqrt {K}}} {\displaystyle {\begin{aligned}K=1&+2\cos(\alpha )\cos(\beta )\cos(\gamma )\\&-\cos ^{2}(\alpha )-\cos ^{2}(\beta )-\cos ^{2}(\gamma )\end{aligned}}} |                                                              |
| چهاروجهی منتظم                                     | {\displaystyle V={{\sqrt {2}} \over 12}a^{3}\,} |                                                              |
| کره                                                | {\displaystyle V={\frac {4}{3}}\pi r^{3}} |                                                              |
| بیضی‌گون                                            | {\displaystyle V={\frac {4}{3}}\pi abc} |                                                              |
| استوانه                                            | {\displaystyle V=\pi r^{2}h} |                                                              |
| مخروط                                              | {\displaystyle V={\frac {1}{3}}\pi r^{2}h} |                                                              |
| چنبره                                              | {\displaystyle V=2\pi ^{2}Rr^{2}} |                                                              |
| جسم دورانی                                         | {\displaystyle V=\pi \cdot \int _{a}^{b}f(x)^{2}\mathrm {d} x} |                                                              |
| جسمی با مساحت سطح مقطع پیوستهٔ {\displaystyle A(x)} | {\displaystyle V=\int _{a}^{b}A(x)\mathrm {d} x} | برای جسم دورانی مثال قبلی: {\displaystyle A(x)=\pi f(x)^{2}} |

## ترمودینامیک
طبق قانون گاز ایده‌آل، حجم گاز با دما و فشار آن به صورت زیر رابطه دارد:
- {\displaystyle V=nRT/P}

که سایر نمادها عبارت‌اند از:
- n: جرم مولی
- R: ثابت گازها
- T: دما (بر حسب کلوین)
- P: فشار (بر حسب اتمسفر)

## یکا
یکای آن در سیستم متریک متر مکعب می‌باشد و سایر واحدهای آن عبارت‌اند از:
- بشکه
- پیمانه
- سانتیمتر مکعب
- گالون
- لیتر
- پک
- پینت
- کوارت
- درام